# Estola hirsutella
Estola hirsutella là một loài bọ cánh cứng trong họ Cerambycidae.